# Герберт Естуардо Менесес Коронадо
Герберт Естуардо Менесес Коронадо (ісп. Herbert Estuardo Meneses Coronado) (10 листопада 1958, Гватемала) — гватемальський дипломат. Надзвичайний і Повноважний Посол Республіки Гватемала в РФ та в Україні, Молдові, Казахстані, Білорусі за сумісництвом.

## Життєпис
Пан Менесес народився 10 листопада 1958 року в місті Гватемала, в родині інтелігентів, представників культури і журналістики.
Закінчив місцевий католицький університет, юридичний факультет. Він продовжив навчання в Університеті Сан-Карлос Гватемали, вивчав міжнародні відносини в Бразилії (Академія Ріо-Бранко) в США (Університет Флориди). У Гаванському університеті захистив дисертацію, кандидат політичних наук.
Він працював в адміністрації президента, був міністром культури і спорту Гватемали, балотувався на виборах віце-президента.
У 1994 році розпочав свою дипломатичну кар'єру, він представляв свою країну в системі прав людини Латинської Америки. Він був призначений послом Гватемали в Нікарагуа, Бразилії та на Кубі.
У вересні 2012 року — вручив вірчі грамоти від Республіки Гватемала президенту РФ Путіну.
5 липня 2013 року — вручив вірчі грамоти від Республіки Гватемала Президенту України Віктору Януковичу.
9 травня 2014 року — вручив вірчі грамоти від Республіки Гватемала Президенту Молдови.